# Cecina (Toscana)
Cecina és un municipi italià, situat a la regió de la Toscana i a la província de Livorno. L'any 2006 tenia 27.336 habitants.